# Wadesboro (Észak-Karolina)
Wadesboro település az Amerikai Egyesült Államok Észak-Karolina államában, Anson megyében, melynek megyeszékhelye is. Lakosainak száma 5008 fő (2020. április 1.).

## Népesség
A település népességének változása:

| 2010 | 5 813 |
| 2020 | 5 008 |